# Stora Korsilamm
Stora Korsilamm är en sjö i Ljusdals kommun i Hälsingland och ingår i Dalälvens huvudavrinningsområde. Sjön är 3,2 meter djup, har en yta på 0,0971 kvadratkilometer och befinner sig 483 meter över havet. Sjön avvattnas av vattendraget Vassjöån.

## Delavrinningsområde
Stora Korsilamm ingår i det delavrinningsområde (683396-144377) som SMHI kallar för Inloppet i Vassjön. Medelhöjden är 537 meter över havet och ytan är 10,57 kvadratkilometer. Det finns inga avrinningsområden uppströms utan avrinningsområdet är högsta punkten. Vassjöån som avvattnar avrinningsområdet har biflödesordning 3, vilket innebär att vattnet flödar genom totalt 3 vattendrag innan det når havet efter 433 kilometer. Avrinningsområdet består mestadels av skog (84 procent). Avrinningsområdet har 0,19 kvadratkilometer vattenytor vilket ger det en sjöprocent på 1,8 procent.